# オランダ坂トンネル
オランダ坂トンネル（オランダざかトンネル）は、長崎県長崎市のながさき出島道路にあるトンネルである。2004年3月27日、ながさき出島道路の開通と同様に供用開始。同道路の大部分をなしており、長崎市街に入る直前では活水女子大学やオランダ坂の近くに長崎市街地側の出入り口があるため、この名前がついている。
長崎市街地側の出入り口直下の歩道の壁が、復刻されたハルデス煉瓦で作製されている。

## 概要
上り線用、下り線用の各2車線のトンネル2本が建設された。
施工に際しては、長崎市街地側坑口の周辺が住宅密集地で長崎みなとメディカルセンター市民病院（当時）に隣接することから、騒音、振動など周辺環境への影響を最小限に抑える必要があった。また、住宅密集地の下を通過する部分は土被りが浅い部分で約20 m、坑口部は7 mと浅いことから、地表面の沈下や地盤の崩落について対策を行う必要があった。このため、オランダ坂トンネル技術検討委員会を組織して、施工方法の検討が行われた。
騒音、振動を軽減するため、発破ではなく自由断面掘削機による施工とされ、NATM工法が採用された。土被りの浅い部分では特殊鋼管から固化剤を注入して地山を補強するトレヴィチューブ工法、特に土被りの浅い坑口部では断面に並行して鋼管を埋め込むパイプルーフ工法が採用された。トンネル坑口は周囲への圧迫感を軽減するため、竹割り形の斜めにカットされた形状とされ、周辺の緑化、植栽も行われた。供用後の騒音軽減のため坑口内部には吸音板が設置された。
トンネル地表面の変位を監視するため、地盤計測機器がルート上に設置され、坑内では水平傾斜計による観測が行われた。現場は昼夜体制で施工が行われたが、周辺住民との合意で22時から明朝6時までは掘削作業が休止された。施工中は坑口部に防音ハウスが設置された。施工中は騒音、振動調査が行われ、結果は地元説明会で公開された。トンネルによる建造物への影響を調査するため、着工前および完成後にもトンネル上の建築物の調査が行われた。

### 路線データ
- 全長：上り線2,923 m 下り線2,967 m（施工長）
- 車線：上下4車線（トンネルは上下線で別）
- 道路規格：第1種第4級[2]
- 設計速度：60 km/h
- 制限速度：80 km/h（2014年3月31日までは60 km/h）